# Verordnung explosionsfähige Atmosphären

GHS-Piktogramm für instabile explosive Stoffe, Gemische und Erzeugnisse mit Explosivstoff(en)

Die Verordnung des Bundesministers für Wirtschaft und Arbeit über den Schutz der Arbeitnehmer/innen vor explosionsfähigen Atmosphären und mit der die Bauarbeiterschutzverordnung und die Arbeitsmittel-Verordnung geändert werden (Verordnung explosionsfähige Atmosphären – VEXAT) ist eine am 1. August 2004 in Kraft getretene österreichische Verordnung über den Umgang mit bestimmten explosionsgefährlichen Stoffen an Arbeitsstätten, auf Baustellen und auswärtigen Arbeitsstellen im Sinne des ASchG.
Die Verordnung betrifft jeden Betrieb, der in Arbeitsstätten explosionsgefährliche Gase, Dämpfe, Nebel oder Stäube in Mischung mit Luft herstellt, bearbeitet, verarbeitet, lagert, bereitstellt oder innerbetrieblich transportiert.
Folgende Gewerbe bzw. Berufsgruppen können typischerweise davon betroffen sein: Bäcker, Chemisches Gewerbe, Lackierer, Kraftfahrzeugtechniker, Kunststoffverarbeiter, Lackhersteller,
Metallschleifer, Müller, Handel (mit Farben, Lacken, Chemikalien, Holz), Tankstellen, Flüssiggaslagerung, Gefahrengutlager, Transportgewerbe, Spitäler und Holzverarbeitungsbetriebe (z. B. Möbeltischler)
Die VEXAT-Verordnung enthält insbesondere:
- die Verpflichtung zur Ermittlung und Beurteilung sowie Dokumentation der Explosionsgefahren
- Information, Unterweisung und Arbeitsfreigabe
- Prüfungen, Messungen, Gefahrenanalyse sowie Störfallvorsorge
- die primären, sekundären und tertiären Explosionsschutzmaßnahmen
- die Anforderungen an elektrische Anlagen und Gegenstände in explosionsgefährdeten Bereichen

Im Bereich Staubexplosion ist vor allem die Korngröße eine wichtige Kennzahl. Derzeit geht man davon aus, dass Staubteile kleiner 500 µm eine explosionsfähige Staubwolke bilden können.
Vor allem sind dabei auch die Staubablagerungen zu berücksichtigen. Eine Staubschicht von wenigen mm kann durch Aufwirbelung in Verbindung mit einer Zündquelle (z. B. Funken oder heiße Oberfläche) bereits zu einer Explosion führen.